# Distrito de Senica
El distrito de Senica (en eslovaco Okres Senica) es una unidad administrativa (okres) de Eslovaquia Noroccidental, situado en la región de Trnava, con 60 891 habitantes (en 2001) y una superficie de 684 km². Su capital es la ciudad de Senica.

## Demografía
| Año        | 1994   | 2004    | 2014    | 2024    |
| ---------- | ------ | ------- | ------- | ------- |
| Población  | 60 540 | 60 843  | 60 725  | 58 776  |
| Diferencia |        | +0,50 % | −0,19 % | −3,20 % |

| Año        | 2023   | 2024    |
| ---------- | ------ | ------- |
| Población  | 58 980 | 58 776  |
| Diferencia |        | −0,34 % |

## Ciudades (población año 2017)
- Senica (capital) 20 342
- Šaštín - Stráže 5015

## Municipios
- Bílkove Humence 201
- Borský Mikuláš 3994
- Borský Svätý Jur 1655
- Čáry 1309
- Častkov 600
- Cerová 1157
- Dojč 1266
- Hlboké 921
- Hradište pod Vrátnom 671
- Jablonica 2235
- Koválov 696
- Kuklov 782
- Kúty 4006
- Lakšárska Nová Ves 1111
- Moravský Svätý Ján 2127
- Osuské 611
- Plavecký Peter 634
- Podbranč 628
- Prietrž 737
- Prievaly 1006
- Rohov 382
- Rovensko 446
- Rybky 441
- Šajdíkove Humence 1111
- Sekule 1746
- Smolinské 912
- Smrdáky 667
- Sobotište 1493
- Štefanov 1655